# Miklós Varga
Miklós Varga (Debrecen, 26 de agosto de 1987) es un deportista húngaro que compitió en boxeo. Ganó dos medallas de bronce en el Campeonato Europeo de Boxeo Aficionado, en los años 2008 y 2013.

## Palmarés internacional
| Campeonato Europeo | Campeonato Europeo      | Campeonato Europeo | Campeonato Europeo |
| Año                | Lugar                   | Medalla            | Categoría          |
| ------------------ | ----------------------- | ------------------ | ------------------ |
| 2008               | Liverpool (Reino Unido) | Medalla de bronce  | 60 kg              |
| 2013               | Minsk (Bielorrusia)     | Medalla de bronce  | 60 kg              |